# Suomi-Filmis soldatsketch 3: Två kumpaner Kille och Kalle
Suomi-Filmis soldatsketch 3: Två kumpaner Kille och Kalle (finska: Suomi-Filmin sotilaspila 3: Kaksi kaverusta Kille ja Kalle) är en finländsk propagandafilm från 1940, skriven av Tatu Pekkarinen och Matti Jurva och producerad av Suomi-Filmi. Kortfilmen är den tredje i raden av fyra propagandafilmer Suomi-Filmi producerade under andra världskriget.

## Medverkande[1]
- Matti Jurva
- Hannes Veivo
- Onni Veijonen
- Kosti Aaltonen
- Kirsti Hurme